# 11268 Spassky
11268 Spassky è un asteroide della fascia principale. Scoperto nel 1985, presenta un'orbita caratterizzata da un semiasse maggiore pari a 2,4172588 UA e da un'eccentricità di 0,2000273, inclinata di 4,11761° rispetto all'eclittica.